# Геракліон (Єгипет)
Геракліон, Гераклей (дав.-гр. Ἡράκλειον), також Тоніс, Фоніда(Θῶνις), — стародавнє місто в Нижньому Єгипті поблизу Канопуса, на західному гирлі Нілу, яке називалося Канобським або Гераклей. У Пізній період (550–331 рр. до н. е.) — невеликий, але багатий торговий центр і найважливіший порт Стародавнього Єгипту до того часу, поки Александр Македонський заснував місто Александрію в 331 році до н. е..
Розташоване поблизу Канобського гирла Нілу, приблизно за 32 км на північний схід від Александрії на Середземному морі. Місто було затоплене, і його залишки знаходяться в затоці Абу-Кір, на цей час за 7 км від узбережжя, приблизно на глибині 5,8 м неподалік від Абу-Кір. Святилище Нейт Саїської було розташоване в Тонісі. Стела, знайдена на цьому місці, свідчить про те, що наприкінці своєї історії місто було відоме як під єгипетською, так і під грецькою назвами.
Легендарний початок Тоніса сягає ще ХІІ століття до н. е., і його згадують давньогрецькі історики. Його значення особливо зросло під час занепаду правління фараонів.

## Історія
Тоніс спочатку був побудований на прилеглих островах у дельті Нілу. Місто було побудоване навколо центрального храму і було перетнуто каналами з кількома гаванями та якірними стоянками. Його причали, храми та вежі були з’єднані поромами, мостами та понтонами. Місто було емпоріоном (торговельний порт), а до Пізнього періоду це було головним портом країни для міжнародної торгівлі та збору податків. У нього було місто-побратим Навкратіс, який був ще одним торговим портом, що лежав за 72 км далі вгору по Нілу. Товари переправлялися всередину країни через Навкратіс або через Західне озеро та через водний канал до сусіднього міста Канопус для подальшого розподілу.

Зображення Хонсу, єгипетського бога місяця, пов’язаного греками з Гераклом

У Тонісі був великий храм Хонсу, сина Амона, який був відомий грекам як Геракл. Пізніше поклоніння Амону стало помітнішим. У період особливого розквіту міста в VI і IV століттями до н. е. в центрі міста розташовувався великий храм Амона-Гереба, верховного бога єгиптян того часу. Фараон Нектанеб I зробив багато доповнень до храму в IV столітті до н. е.. Святилища в Геракліоні, присвячені Осірісу та іншим божествам, славилися чудесним зціленням і приваблювали паломників з багатьох регіонів. Археологи знайшли докази святкування «Таємниць Осіріса» в Тонісі-Геракліоні, що відбувалися щороку протягом місяця Кояк. Бога в його церемоніальному човні везли процесією від храму Амона в цьому місті до його святилища в Канопусі.
Археологічні знахідки 2023 року свідчать про те, що греки, яким уже було дозволено торгувати в місті, «почали пускати коріння» тут ще за часів XXVI династії Єгипту, і що, ймовірно, грецькі найманці були задіяні для його захисту.
У II столітті до н. е. Александрія витіснила Тоніс-Геракліон як основний порт Єгипту. Значення Тоніса-Геракліона почало зменшуватися з піднесенням Александрії, яка була приблизно за 24 км на південний захід, у ІІ столітті до н. е.. Крім того, у ІІ столітті до н. е. великий шторм, цунамі, землетрус або їх комбінація, підштовхнула місто до знищення. Однак місто не було повністю покинуте до його повного занурення в море у VIII столітті н. е..

### Занурення та зникнення
З часом місто було ослаблене землетрусами, цунамі та підвищенням рівня моря. Близько 101 року до н. е., ймовірно, після сильної повені, острів, на якому був побудований центр Геракліона, зазнав розрідження ґрунту. Землетруси також можуть спричинити розрідження, а під час занурення Тоніса-Геракліона стародавні історики повідомляли про землетруси та припливні хвилі. Грунт навколо південно-східного басейну Середземного моря схильний до зрідження. Тверда глина швидко перетворилася на рідину, і будівлі впали у воду. Кілька жителів ще мешкали за часів римської епохи та початку арабського панування, але до кінця VIII століття н. е. те, що залишилося від Тоніса, затонуло в морі. Тоніс-Геракліон залишався відносно непорушеним під водою протягом 1200 років. Пісок та інше сміття покрили залишки міста, тому випадкове відкриття було малоймовірним. Це зберегло Тоніс-Гераклейон. Грабіжники та нічого не підозрюючі люди та тварини не мали можливості потурбувати руїни міста.

## Грецькі згадки та легенди
Тоніс-Геракліон згадується багатьма грецькими істориками античності, включаючи Страбона, Діодора та Геродота. Ці посилання на Тоніс-Геракліон часто знаходяться в контексті історії про легендарних грецьких діячів, таких як Геракл і Паріс, і вказують на те, що місто розташоване на узбережжі та поруч з Нілом.
Страбон писав, що в далекому минулому місто Тоніс, назва якого походить від імені його царя, було розташоване на смузі землі між Середземним морем і каналом, що веде до міста Схедія.
Діодор згадував Тоніс через історію з Гераклом, стверджуючи, що в один момент річка Ніл сильно розлилася і затопила територію, де правив Прометей. Через швидкість, з якою текла вода, Ніл у той час називали Аетус, або орел, доки Геракл не зупинив розлив і повернув річку до початкового положення. Діодор стверджував, що міф про вбивство Гераклом орла, який клював печінку Прометея, походить від цієї події, і що місто Тоніс стояло там, де Ніл зараз впадає в Середземне море.
Геродот розповідав, що Паріс і Єлена Троянська, тікаючи від Менелая, висадилися в дельті Нілу, відомому як Канопське гирло. Тоді деякі слуги Паріса втекли до сусіднього храму Геракла, який був побудований уздовж узбережжя, і розповіли священикам храму та Тонісу, сторожу біля входу в Ніл, про те, що Паріс вкрав Єлену у Менелая. Тоді Тоніс захопив Паріса та його кораблі та привіз Паріса та Єлену до Мемфіса , щоб їх судив Протей Єгипетський. За альтернативною версією, що Менелай і Єлена залишилися там, мешкаючі у знатного єгиптянина Тона та його дружини Полідамни. У ІІ столітті до н. е. грецький поет Нікандр писав, що керманич Менелая Канопус був укушений гадюкою на пісках Тоніса.

## Єгипетські згадки
Донедавна це місце було відомо лише з кількох літературних та епіграфічних джерел, одне з яких цікаво згадує це місце як емпоріон та як і Навкратіс. —  Британський музей, 2013

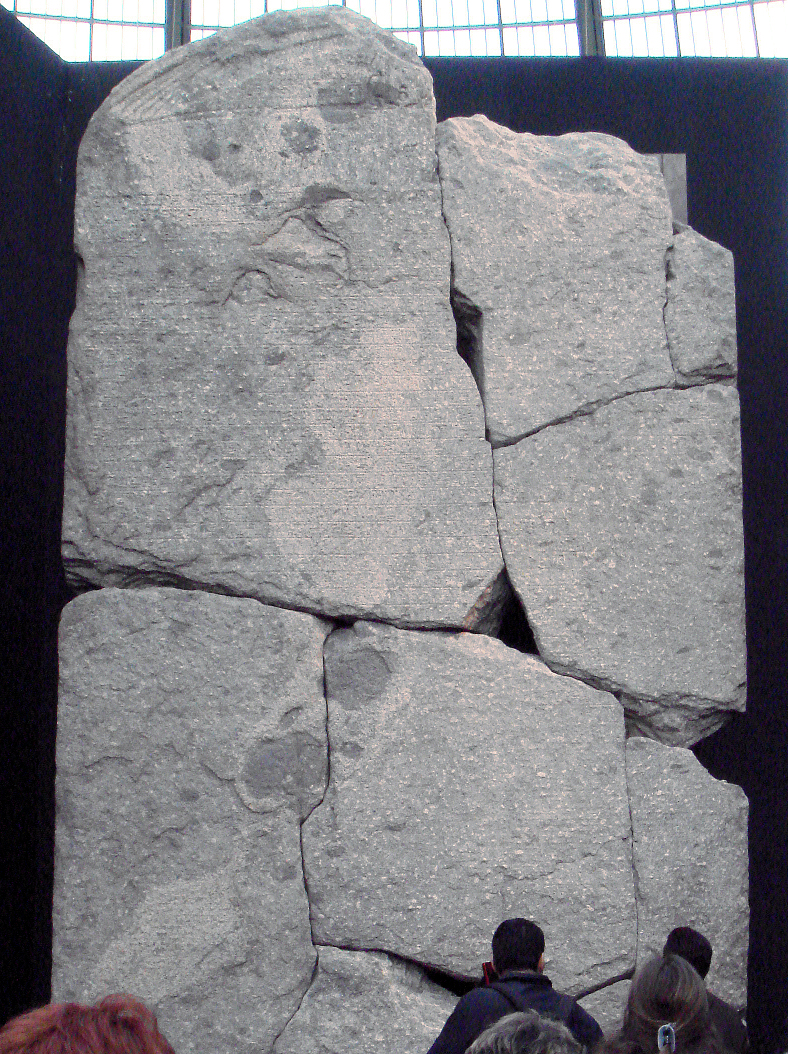
Стела Птолемея VIII з храму у Геракліоні

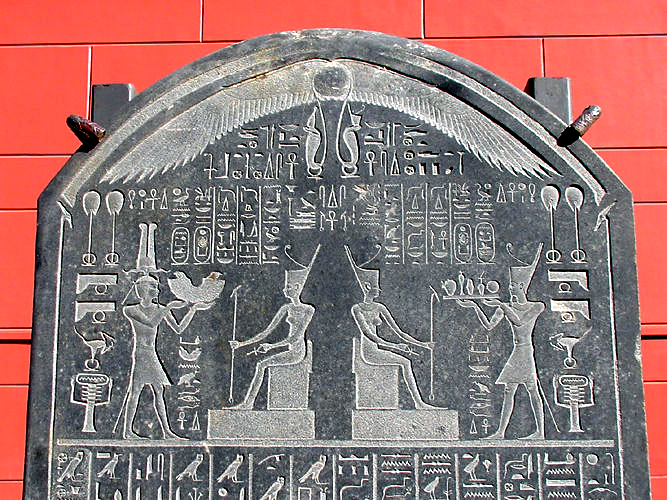
Одна зі стел-близнюків Указу Нактенбо I. Інша стела не була знайдена до відкриття Іракліона у 2000 році, що призвело до відкриття, що Тоніс і Іракліон були одним містом.

Іракліон також згадується в стел-близнюків Декрету Нектанебо I (перша з яких відома як «Стела Навкратіса»), де зазначено, що одна десята податків на імпорт, що проходить через місто Тоніс (Геракліон), була передано стародавньому святилищу Нейт із Саїсу. Місто також згадується в Указі Канопуса на честь фараона Птолемея III, який описує пожертвування, жертвоприношення та ходу на воді.

## Відкриття та дослідження

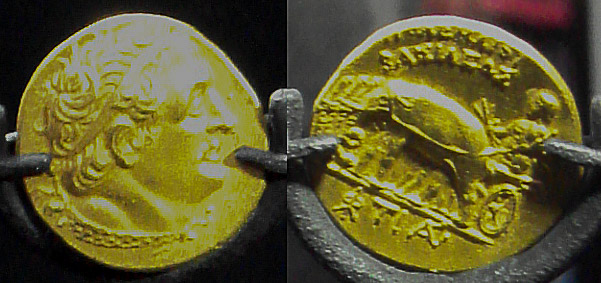
Птолемеєві монети із затопленого Геракліона

До його відкриття у 2000 році більшість істориків вважали, що Тоніс і Геракліон були двома окремими містами, обидва розташовані на території сучасного материкового Єгипту. Однак друга стела Декрету Нектанебо I була знайдена в храмі Геракліону, з наказом Нектанебо I про те, що вона має бути розміщена в місті Тоніс, доводячи, що Тоніс і Геракліон насправді були одним і тим же. Руїни, занурені в море, були знайдені та розкопані французьким підводним археологом Франком Годдіо та його командою з IEASM у співпраці з Міністерством у справах старожитностей Єгипту після п’ятирічних пошуків. Годдіо та його команда спочатку дослідили історичні тексти, що стосуються цього району, і використали цю інформацію, щоб звузити можливе розташування місця. Потім команда використала ядерно-магнітно-резонансний магнітометр, багатопроменеву батиметрію, ехолот бокового огляду, піддонний профайлер і системи супутникового позиціювання, щоб знайти руїни. Це відносно нові технології, які були корисні в складному процесі дослідження та розкопок. Після того як місце було нанесено на карту, команда повільно почала розкопки. Для підводних розкопок було використано кілька пристроїв. Команда використовувала систему координат, щоб задокументувати точне розташування артефактів. Вони також створили план розкопок. Команда позначила кожен артефакт і задокументувала його точне розташування. Вони використали земснаряд для подальшого виявлення артефактів. Команда складалася з археологів, а також художників і фотографів для документування знахідок. Команда проводила занурення на місці за чітко скоординованим графіком приблизно місяць, щоб максимально використати час там. У відведений час вони систематично досліджували різні частини міста. Політика команди Годдіо полягала в тому, щоб залишити артефакти на місці, якщо вони не отримають дозвіл від відповідних органів влади, що артефакти можуть бути підняті для забезпечення їх збереження. Коли було здобуто дозвіл на підйом артефактів, артефакти підняли на борт, очистили, провели процес опріснення, щоб захистити їх від сухого повітря після тривалого занурення під воду.
Численні знахідки довели, що період розквіту міста тривав з VI по IV століття до н. е., а знахідки кераміки та монет обмежені кінцем II століття до н. е.. Знахідки Годдіо також містили незавершені статуї бога Серапіса та цариці Арсіної II.
Морські археологи почали більш послідовно використовувати 3D-технології завдяки «вдосконаленню набору сонарних, лазерних, оптичних та інших сенсорних технологій, здатних знімати наземні, приливні, морські та підводні відкладення в 3D і з високою роздільною здатністю». Ці технології дозволяють археологам сканувати пам’ятки та створювати точні мапи та зображення пам’яток. Це особливо корисно, оскільки місто занурено під воду.

## Археологічні знахідки
У 2009–2011 роках в Тоніс-Геракліоні був знайдений баріс, тип стародавнього річкового човна Нілу. Було встановлено, що його дизайн відповідає опису, зробленому Геродотом в 450 році до н. е..
Швидке руйнування будівель і повільне занурення Тоніс-Геракліона дозволяє археологам тепер вивчати підводне місто з його надлишком археологічних доказів. Одним з найважливіших останків є стела, знайдена біля храму Амона-Гереба. На чорній гранодіоритовій стелі написано указ короля Нектанебо I, який збільшує субсидії для храму. Ця стела також підтверджує назву міста як Тоніс, оскільки назва міста була згадана в написі. До цього моменту археологи та історики вважали, що Тоніс і Геракліон були різними містами, але це відкриття підтвердило те, що ці два міста насправді були одним містом. Іншими важливими знахідками є човни, які були затоплені навколо Тоніс-Геракліона. Поблизу міста знайдено близько семидесяти кораблів. Це найбільший цвинтар кораблів, будь-коли відкритий в стародавньому світі. Величезна кількість кораблів дає великі ресурси для підводних археологів з точки зору дослідження різних аспектів кораблів, таких як стиль, у якому вони були побудовані, і матеріали, використані для їх будівництва. Також була виявлена статуя Клеопатри II або Клеопатри III в туніці богині Ісіди. На цьому місці була знайдена велика неушкоджена статуя бога Хапі. Його зображують, тримаючи тацю з чотирма буханцями хліба. На цьому місці було знайдено багато золотих монет, статуй божеств, коштовностей, ритуальних саркофагів тварин і керамічних виробів; ці артефакти дають археологам широкий спектр предметів для вивчення. Частина керамічних виробів мала грецьке походження; це додає доказів великого грецького населення, яке проживало в Тонісі-Іракліоні. Дослідження на місці ще тривають, і розкопки тривають щороку. За оцінками Годдіо, на початок 2020-х розкопано лише 5% міста. Археологи продовжують пошуки артефактів і залишків міста. Оскільки в Тоніс-Гераклейоні залишилося ще так багато розкопати, є великий потенціал для нових відкриттів важливих артефактів або інших залишків будівель.
У липні 2019 року толос, невеликий грецький храм, стародавні гранітні колони, кораблі зі скарбами та бронзові монети часів правління Птолемея II, що датуються III і IV століттями до н. е., були знайдені в Тоніс-Геракліоні IEASM, групою єгипетських і європейських археологів під керівництвом Годдіо.
У серпні 2021 року IEASM оголосив про відкриття рідкісної галери Птолемеїв. Галера завдовжки 25 м мала класичні врізні та шипові з’єднання поряд із більш єгипетськими особливостями, такими як конструкція з плоским дном, сприятлива для навігації по Нілу та дельті Нілу. Цей стародавній військовий корабель на дні опинився в пастці під важкими матеріалами, такими як камінь, який випав із будівель, що розвалювалися, під час катастроф, які спричинили руйнування Тоніс-Геракліона. Корабель стояв біля храму Амона, і він утримувався на дні океану важкими будівельними матеріалами до моменту відкриття. Це грецький військовий корабель з вітрилом і веслами, і він також був побудований з використанням єгипетських елементів. Ця знахідка дає нові знання про спільні зусилля єгиптян і греків у будівництві кораблів, які жили в Тоніс-Гераклеоні, де було багато греків. Крім того, було виявлено курган, покритий численними підношеннями, включаючи плетені кошики з плодами пальми Hyphaene thebaica і виноградними кісточками, датовані початком IV століття до н. е. поряд із грецькою керамікою, деякі з чорними та червоними фігурами, ймовірно, імпортованою з Аттики; також було знайдено дерев’яний диван, який використовувався для банкетів, поряд із золотим амулетом високої якості. Артефакти, ймовірно, зберігалися в підземній кімнаті, незважаючи на те, що місто продовжувало існувати навіть після IV століття до н. е.. Це відкриття документує поселення грецьких купців і найманців у місті Тоніс-Іракліон.
19 вересня 2023 року Європейський інститут підводної археології оголосив про відкриття місця храму бога Амона та грецького святилища, присвяченого Афродиті, у стародавньому портовому місті Тоніс-Геракліон разом із багатьма стародавніми пам’ятками. 
Єгипетські та грецькі артефакти, містять давньогрецьку зброю.